# 1936年行政權力（對外關係）法令
《1936年行政權力（對外關係）法令》（英語：Executive Authority (External Relations) Act 1936）是愛爾蘭國會通過的一項法令。該法案於1936年12月12日簽署成為法律，是英國國王愛德華八世退位危機後匆忙通過的兩項法案之一，旨在大幅削弱英國王室的作用。

## 概述
在英國國王愛德華八世於1936年12月10日簽署《1936年國王陛下退位宣言法令》後，愛爾蘭自由邦議會頒布了1936年憲法（第27號修正案）法案，廢除了總督一職，以便此後就內部事務而言，愛爾蘭自由邦執行委員會不再以英国君主的名義行使權力。
1936年12月11日愛爾蘭自由邦頒布了《1936年行政權力（對外關係）法令》以實施該規定。它規定愛爾蘭自由邦駐其他國家的外交官和領事代表應由英國國王根據愛爾蘭自由邦執行委員會的建議任命，愛爾蘭自由邦所簽署的國際協定應由英國國王簽訂。因此，《1936年行政權力（對外關係）法令》在對外關係領域中有限地保護了英國王室。
《1936年行政權力（對外關係）法令》規定只要愛爾蘭自由邦與大英國協成員國有聯繫，只要大英國協成員國繼續承認英國國王是他們與愛爾蘭特殊關係的象徵，並且英國國王在對外事務領域代表他們，英國國王將繼續處理愛爾蘭自由邦的對外關係。

## 廢除
《1936年行政權力（對外關係）法令》被《1948年愛爾蘭共和國法令》廢除，後者於1949年4月18日生效。該法案將英國國王擁有的權力授予愛爾蘭總統。